# Barrea
Barrea (Varréa in dialetto barreano) è un comune italiano di 683 abitanti della provincia dell'Aquila in Abruzzo. Situata in Alto Sangro, è una località turistica grazie alla presenza dell'omonimo lago (di origine artificiale) e del parco nazionale d'Abruzzo, Lazio e Molise.

## Geografia fisica

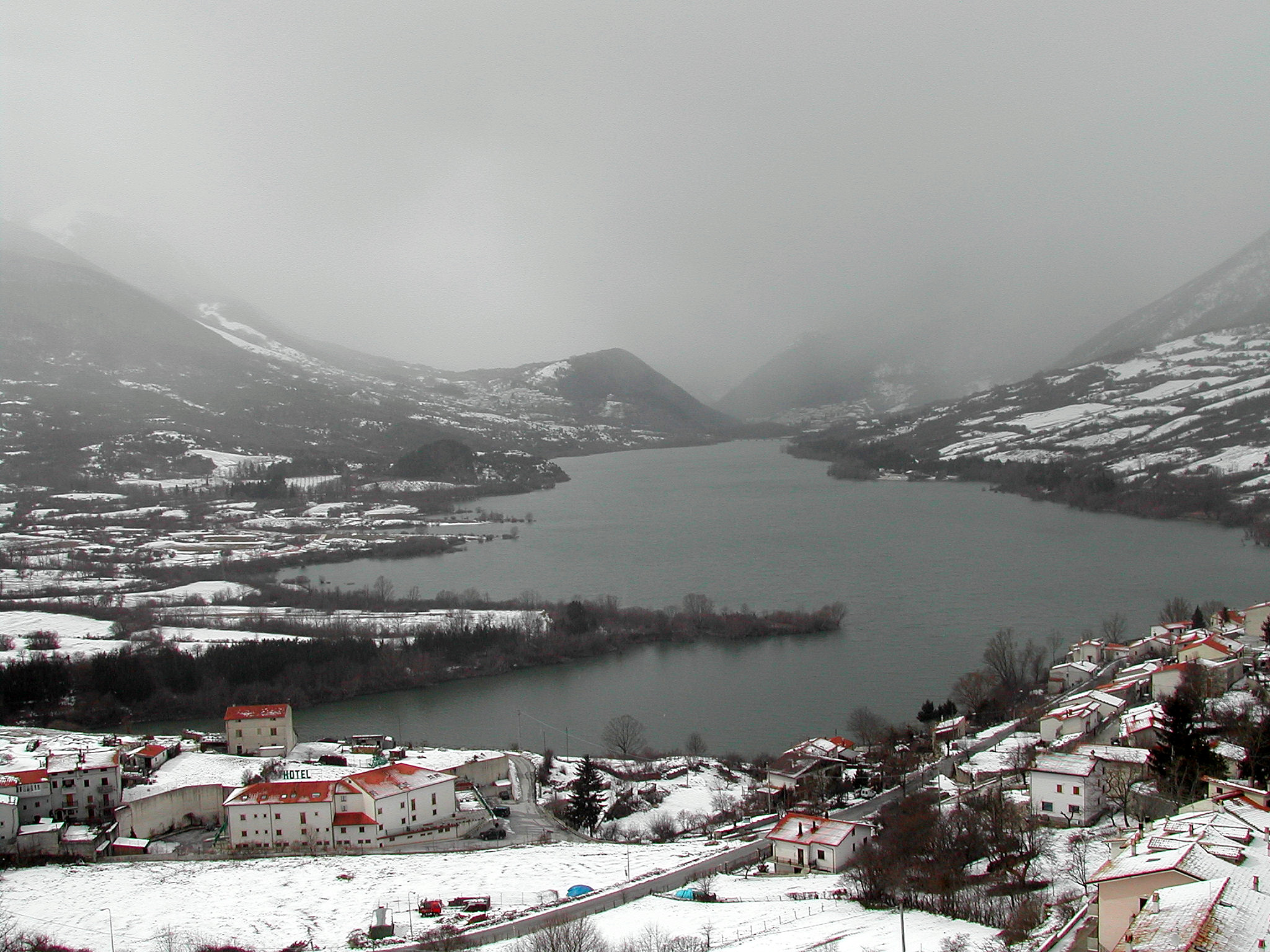
Il lago di Barrea in inverno

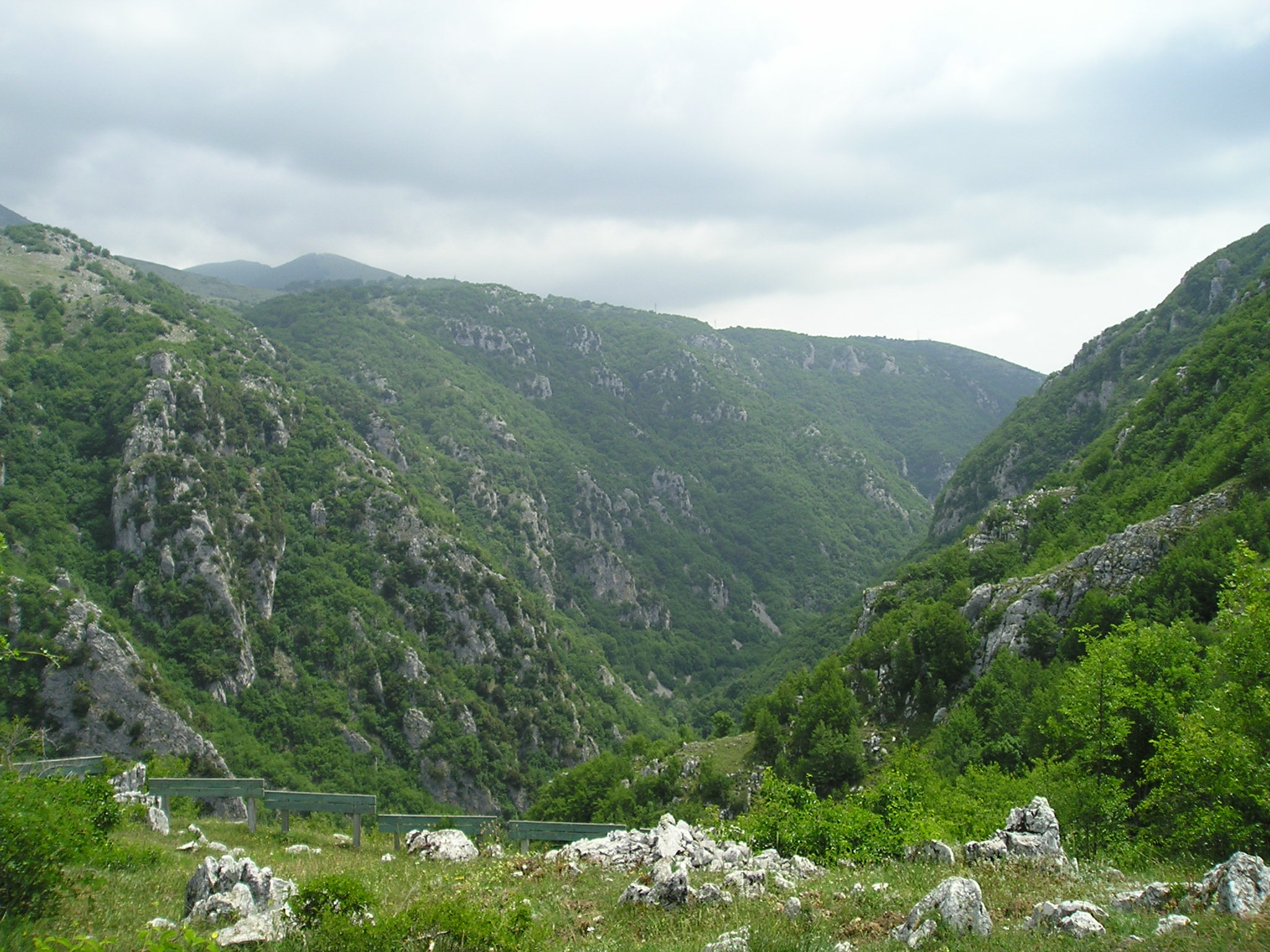
Gole del fiume Sangro presso Barrea

Barrea è situata in un territorio montano afferente al bacino dell'Alto Sangro e al lago di Barrea. Il centro abitato, posto ad un'altitudine di 1.060 m s.l.m., occupa una sporgenza all'estremità orientale del lago racchiusa dalle ripide fiancate dei monti della Meta a sud e il monte Greco a nord.
Il lago fu costituito nel 1951 dallo sbarramento del fiume Sangro ed è utilizzato per la produzione di energia elettrica. La Zona Umida del Lago di Barrea, gestita dall'Ente Parco Nazionale d'Abruzzo Lazio e Molise, dal 1976 è nella lista delle aree previste dalla convenzione di Ramsar.

## Storia

### Età antica
Il territorio della Vallis Regia (nome che indica il comprensorio del lago di Barrea formato dalla città omonima, Villetta Barrea e Civitella Alfedena) fu abitato sin dall'età preistorica, come attestano i ritrovamenti archeologici nella vicina grotta "Graziani". È probabile che ad abitare questo territorio fossero gruppi di cacciatori provenienti da quote più basse, che giungevano alla ricerca di grosse prede e selce. Alcune antiche necropoli testimoniano la presenza, almeno dal primo millennio a.C., di popolazioni stanziali che praticavano agricoltura e allevamento. Numerosi sono infatti i luoghi di sepoltura rinvenuti nella Vallis Regia, tutti riconducibili ad un periodo compreso tra il VII secolo a.C. e il IV secolo a.C. Dall'analisi dei reperti come armi o skyphos si è giunti alla conclusione che a popolare questa zona dell'Alto Sangro fossero gruppi con una forte connotazione guerriera, appartenenti con tutta probabilità alla tribù sannitica dei Pentri.
Nel periodo romano imperiale, dopo la sottomissione della popolazione autoctona con le guerre sannitiche, il territorio subì un lento processo di romanizzazione, che apportò profondi cambiamenti sociali, economici e culturali. È in questo momento che si afferma a Barrea la pastorizia transumante verso il tavoliere delle Puglie settentrionale. Già dal basso impero le zone montane del Sannio sprofondano in una fase di grande decadenza, che a seguito delle devastazioni della guerra greco-gotica e alla conquista longobarda culminerà con la fine della transumanza a lunga distanza.

### Età medievale
Con la cristianizzazione e la diffusione del monachesimo benedettino cessò lo spopolamento. Agli inizi dell'VIII secolo i monaci edificarono nella valle un monastero dedicato a San Michele Arcangelo, che visse un periodo di grande prosperità fino alla sua completa distruzione da parte dei Saraceni agli inizi del X secolo.
Quando nel 1017, a seguito di un periodo di abbandono, le proprietà di Sant'Angelo di Barrea vennero affidate all'abbazia di Montecassino, ebbe inizio la creazione dell'odierno borgo. Il progetto fu avallato dai monaci, che intendevano raccogliere la popolazione della valle in sedi meglio munite e più facilmente difendibili. In epoca feudale, il controllo di Barrea fu dapprima ai Di Sangro, poi ai Caldora e infine ai D'Afflitto. A trainare l'economia di questa fase storica fu la ripresa dell'industria armentizia, avviata dai Normanni e regolamentata da Alfonso I d'Aragona, che nel 1447 istituì la dogana della mena delle pecore in Puglia e riaprì i tratturi.

### Età contemporanea
Con l'estinzione della famiglia d'Afflitto, il ducato di Barrea fu ereditato da Giovanni Battista Caracciolo, principe di Melissano, che ne rimase in possesso fino al 1806, quando cessò di esistere il regime feudale. Poco dopo vi fu l'abolizione della Dogana e il ritiro della concessione delle terre del Tavoliere, che portarono al declino l'industria armentizia e l'intero tessuto economico dell'Abruzzo montano.
Nel 1837 fu realizzata una strada rotabile per collegare il paese alla consolare degli Abruzzi. In seguito all'unità d'Italia continuò ad essere presente l'endemico fenomeno del brigantaggio, caratterizzato da episodi violenti che ebbero importanti conseguenze economiche e sociali.
La crisi della pastorizia transumante, l'incremento demografico e la generale crisi di fine secolo diedero avvio al fenomeno dell'emigrazione, che ebbe il suo apice tra i primi anni del XX secolo e l'inizio della prima guerra mondiale. La principale meta dei barreani furono gli Stati Uniti. Vi fu poi l'emigrazione interna al territorio italiano, in particolare verso Roma. Negli anni venti, la popolazione era notevolmente diminuita.
Barrea si ritrovò sul fronte durante la seconda guerra mondiale, dal momento che si affacciava alla linea Gustav. La popolazione fu costretta a sfollare e il paese subì gravi danni e ingenti saccheggi. Al loro ritorno, i barreani si ritrovarono in una condizione di miseria assoluta. Con il declino delle economie tradizionali ripartì l'emigrazione, favorita anche, agli inizi degli anni '50, dalla creazione della diga che, trasformando parte del corso del fiume Sangro nell'attuale bacino lacustre, strappò all'agricoltura le terre più fertili. Altra battuta d'arresto per il paese fu il terremoto del 1984, che ha causato la definitiva perdita del tessuto sociale del centro storico cittadino.
Oggi Barrea vive un periodo di rinnovata floridezza principalmente come meta turistica tra i tipici borghi abruzzesi. In particolare l'omonimo lago di Barrea, che come detto fu creato artificialmente agli inizi degli anni '50, oltre che per la produzione di energia idroelettrica e come riserva idrica per i velivoli antincendio, è utilizzato anche per fini turistico-balneari.

### Simboli
Lo stemma comunale e il gonfalone sono stati concessi con decreto del presidente della Repubblica dell'11 ottobre 1999.
Il gonfalone è un drappo di bianco.

## Monumenti e luoghi d'interesse

### Architetture religiose

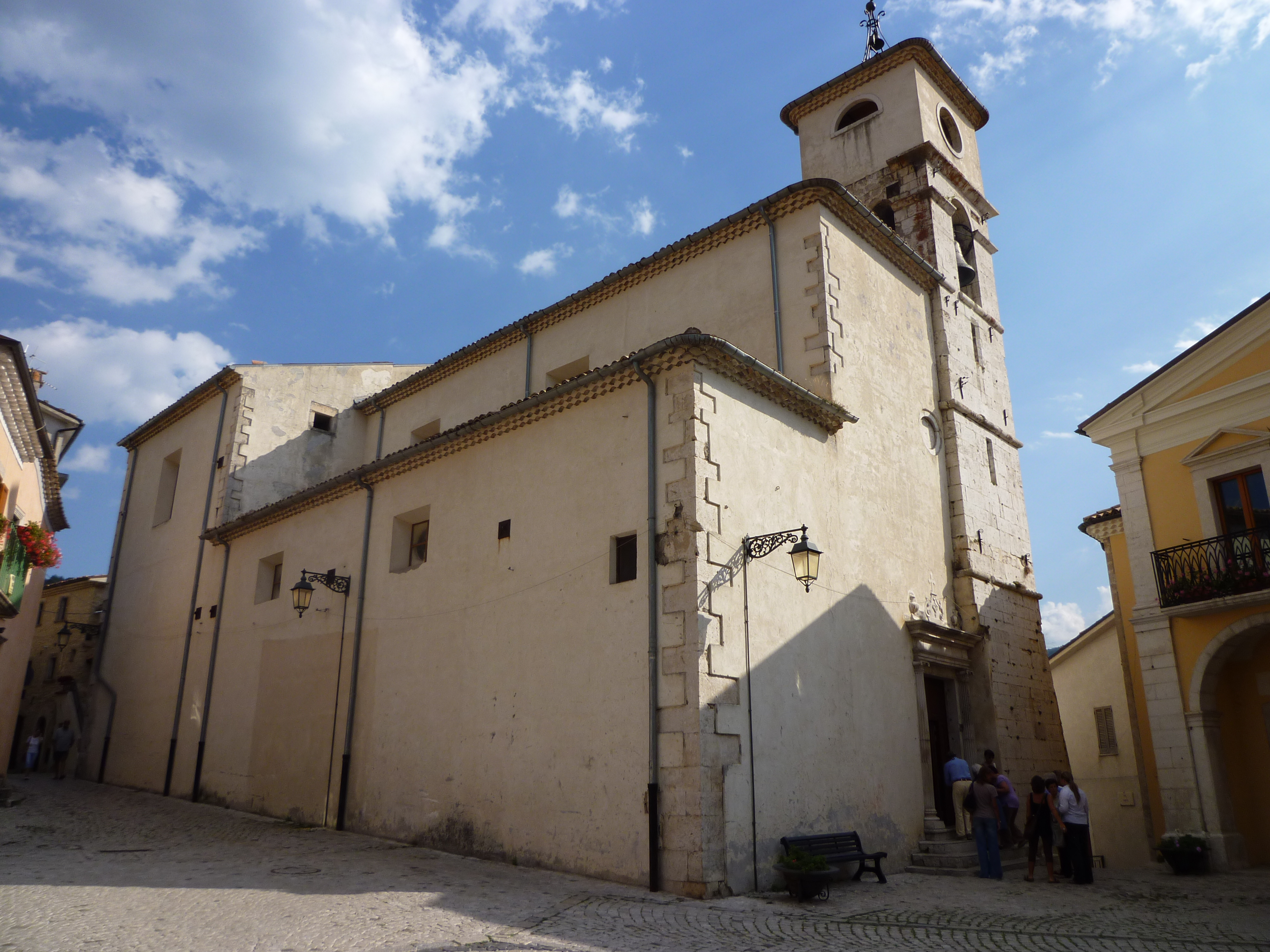
La chiesa di San Tommaso.

#### Chiesa di San Tommaso Apostolo
Chiesa parrocchiale cittadina, venne eretta nel XIII secolo e consacrata il 2 aprile 1300 dal vescovo di Trivento Giacomo. È stata più volte danneggiata e restaurata nel corso dei secoli, ma particolarmente significativi sono stati gli effetti del terremoto che ne demolì il campanile (poi ricostruito nel 1710), l'incendio che la interessò durante la, seconda guerra mondiale e il terremoto del 1984. Il prospetto principale è caratterizzato da un portale tardo-rinascimentale in pietra locale. L'interno, ripartito in tre navate, è decorato con stucchi e dorature in stile barocco. Nella seconda metà del Settecento fu affrescata da Paolo Gamba da Ripabottoni, ma parte della sua opera è attualmente perduta.

#### Chiesa della Madonna delle Grazie
Il tempio originario venne costruito nel XIV secolo e consacrato da Andrea da Valleregia, vescovo di Larino, nel 1345. È presumibile comunque che prima di esso vi fosse un edificio di culto più antico. Al momento della creazione dell'invaso artificiale di Barrea, negli anni Cinquanta, dal momento che la chiesa si sarebbe venuta a trovare al di sotto del livello dell'acqua, venne ricostruita nella posizione attuale conservando le linee originali e riutilizzandone gli elementi architettonici principali, come portale e altari.

#### Chiesa della Congrega di Santa Maria delle Grazie

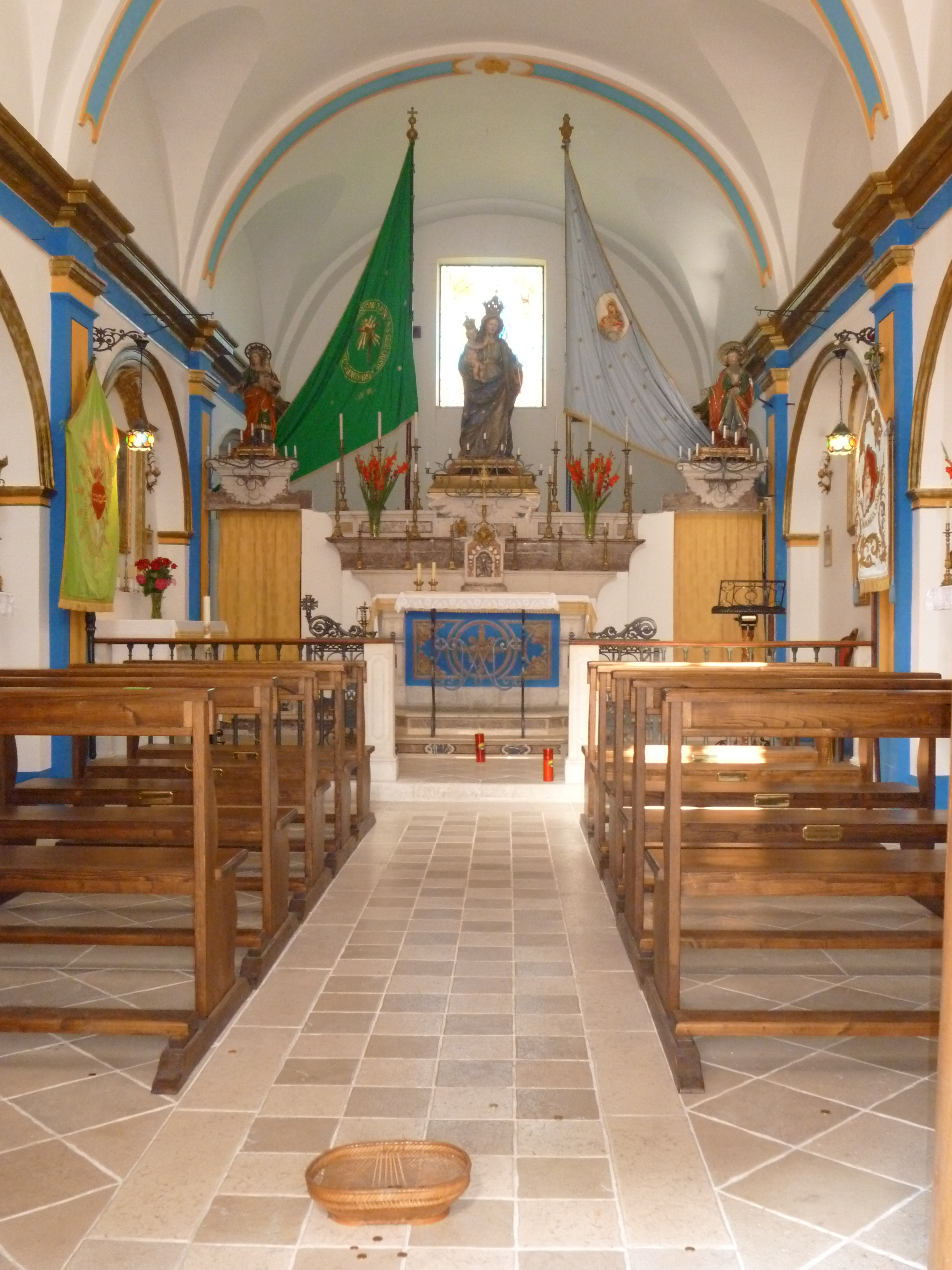
Interno della chiesa della congrega.

La chiesa è stata edificata nel 1643 ed è appartenuta alla Congrega della Madonna delle Grazie.
Si trova di fronte al fianco sinistro della chiesa di San Tommaso, lungo la strada che dal castello scende verso Piazza Umberto I.

### Architetture militari

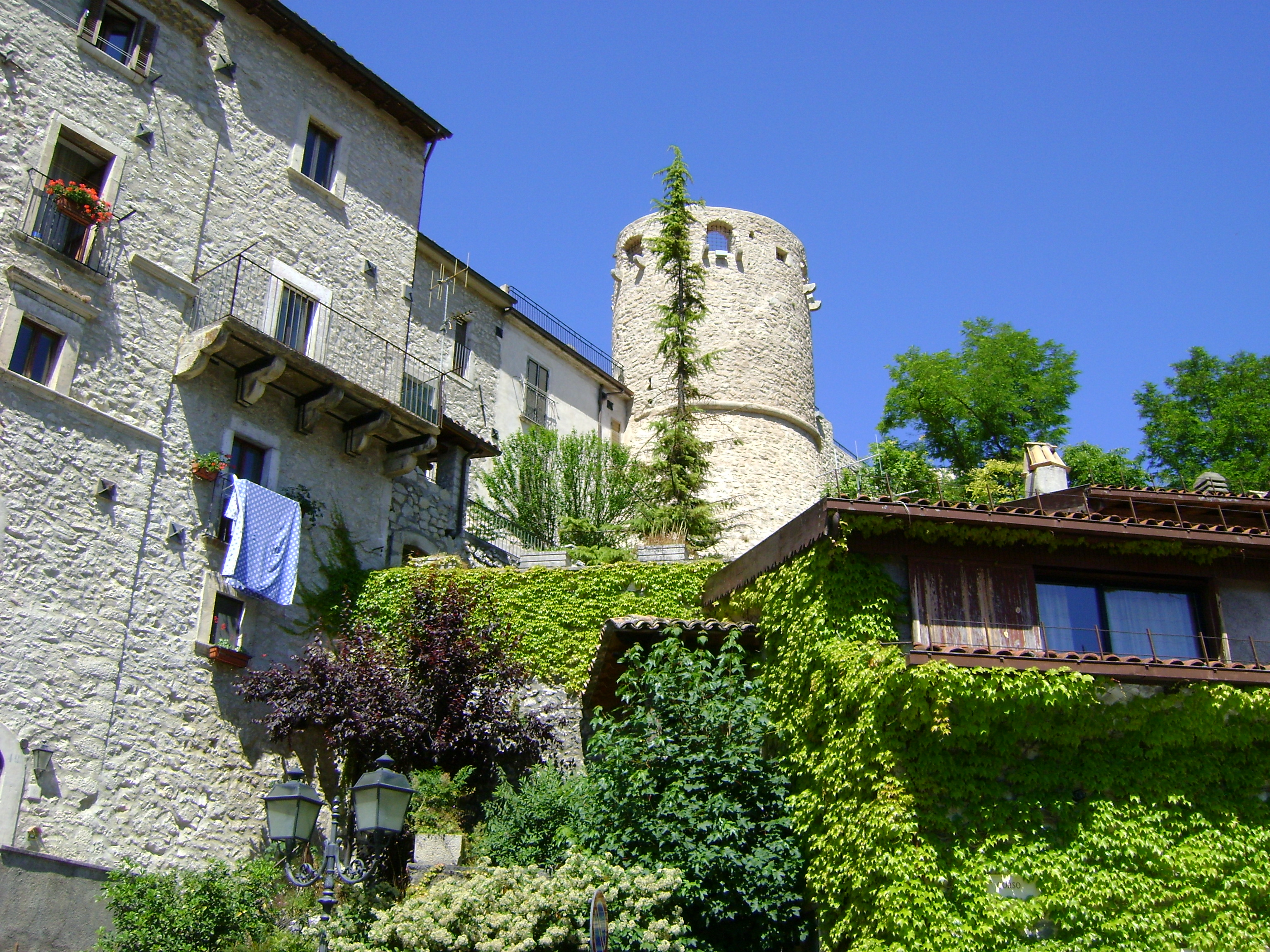
Torrione circolare del castello.

#### Monastero di San Michele Arcangelo
Posto al di fuori del borgo, è un esempio di convento fortezza, eretto dai monaci benedettini intorno all'anno Mille per scopi difensivi a seguito della distruzione del monastero di San Michele Arcangelo in località Barreggio da parte dei saraceni. Numerosi sono i danni che la struttura ha subito in tempi recenti, anche a causa del suo stato di abbandono. Il terremoto del 1984 ne ha provocato il crollo della parete nord, mentre nell'inverno 2006 un cedimento ha portato al crollo di parte della parete ovest.

#### Il Castello
Fu costruito tra l'XI e il XII secolo dai feudatari Di Sangro ed è composto da una torre più antica a base quadrata, una torre a pianta circolare aggiunta solo nel XV secolo per sorvegliare l'accesso principale del paese e la cinta muraria che forma così un perimetro irregolare fortificato. Gravemente danneggiato dal terremoto del 1984, ospita attualmente eventi culturali.

### Architetture civili

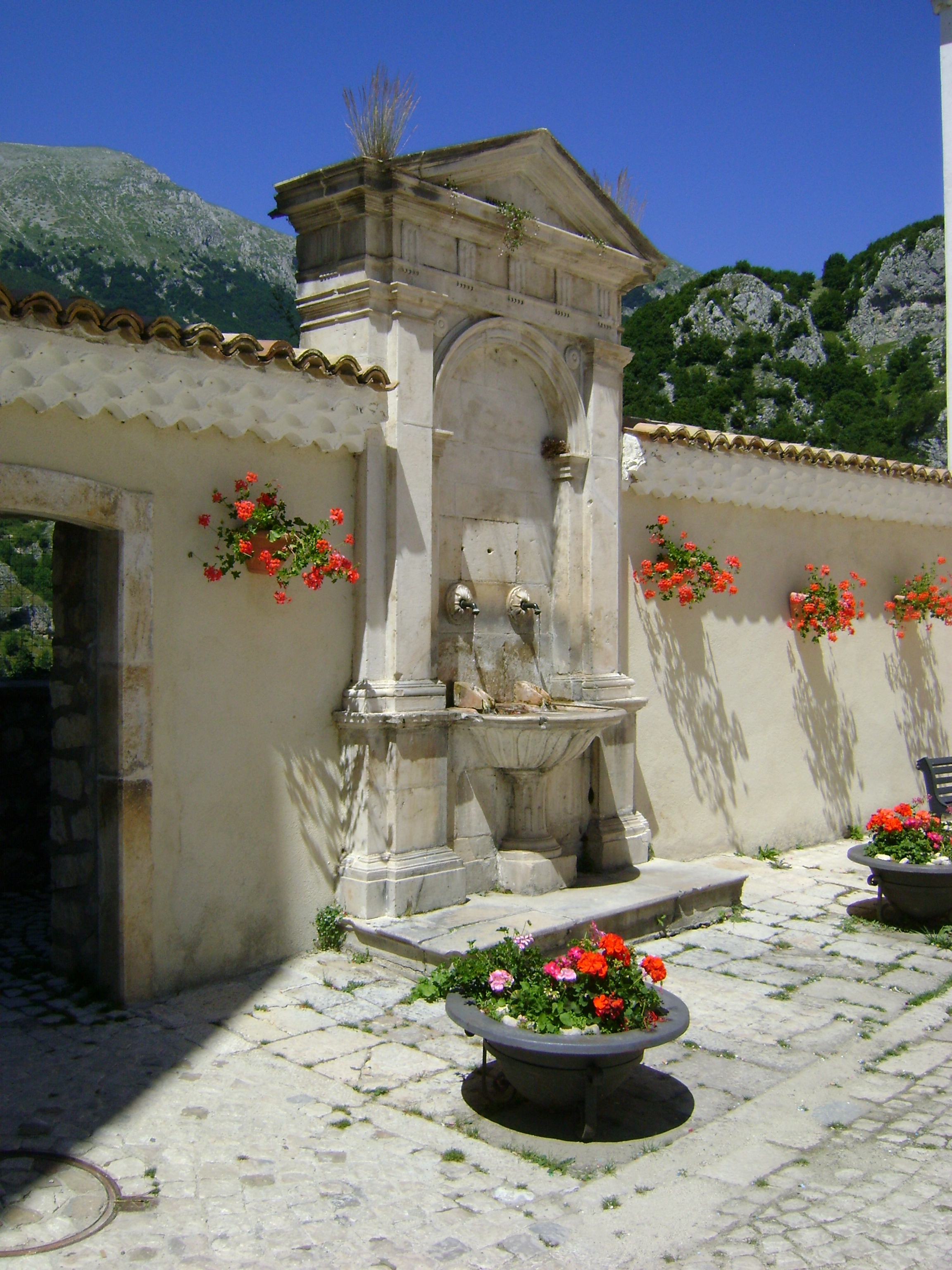
Fontana di Barrea, nella piazza principale del paese.

#### Fontana del Mammarino
È formata da un muro che sostiene un sovrastante terrazzo, raggiungibile tramite una scala laterale, in cui è situato un piccolo fornice ad arco a tutto sesto addosso al quale è posta la fontana e un fornice più grande e più profondo che contiene il lavatoio. Non distante, al belvedere Il Colle, è collocata una targa commemorativa dedicata all'aviatrice italo-americana Mary Ann Campana.

#### Fontana di Barrea
Si trova nelle vicinanze della chiesa di San Tommaso Apostolo ed è interamente costituita di pietra. È composta da un fornice con capitelli e arco a tutto sesto modanato e inquadrato da due semicolonne sopra i rispettivi piedistalli.

## Società

### Evoluzione demografica
Abitanti censiti

## Amministrazione
| Periodo          | Periodo          | Primo cittadino    | Partito                                                                                | Carica  | Note                 |
| ---------------- | ---------------- | ------------------ | -------------------------------------------------------------------------------------- | ------- | -------------------- |
| 21 novembre 1993 | 15 novembre 1997 | Mario Di Felice    | Lista civica                                                                           | Sindaco | [ 17 ]               |
| 16 novembre 1997 | 27 maggio 2007   | Franco Di Paolo    | Lista civica di Centro-destra                                                          | Sindaco | [ 18 ] [ 19 ]        |

Il gonfalone comunale

| 28 maggio 2007   | 11 giugno 2022   | Andrea Scarnecchia | Lista civica Intesa Democratica (2007-2017) Lista civica Barrea Democratica (dal 2017) | Sindaco | [ 20 ] [ 21 ] [ 22 ] |
| 12 giugno 2022   | in carica        | Aldo Di Benedetto  | Lista civica La Vallis Regia che vorrei                                                | Sindaco |                      |

## Sport
La principale squadra di calcio è l'A.S.D. Barrea che milita nei tornei dilettantistici regionali. I colori sociali sono: il blu ed il bianco.